# Edna Merey-Apinda
Edna Merey-Apinda (Libreville, 11 de octubre de 1976) escritora gabonesa.

## Biografía
Edna Merey-Apinda creció Port-Gentil con sus seis hermanos. Su madre era comadrona y su padre administrativo. Hizo selectividad en Francia, donde más tarde estudió comercio en Toulouse.
Actualmente vive en Port-Gentil, y trabaja para una compañía petrolífera.  

## Obra
- Les aventures d'Imya, petite fille du Gabon, París, L'Harmattan, 2004
- Ce soir je fermerai la porte, París, L'Harmattan, 2006
- Garde le sourire, París, Le Manuscrit, 2008
- Des contes pour la lune, St Maur, Jets d'Encre, 2010
- Ce reflet dans le miroir St Maur, Jets d'Encre, 2011